# Rudesjön (Hillareds socken, Västergötland)
Rudesjön är en sjö i Svenljunga kommun i Västergötland och ingår i Ätrans huvudavrinningsområde.